# I figli dei moschettieri
I figli dei moschettieri (At Sword's Point) è un film del 1952 diretto da Lewis Allen in Technicolor.

## Trama
D'Artagnan Junior, Aramis Junior, Porthos Junior e la figlia di Athos seguono le orme dei padri e combattono per la regina di Francia.

## Produzione
Le riprese del film, prodotto dalla RKO Radio Pictures con il titolo di lavorazione Sons of the Musketeers, durarono da metà dicembre 1949 a inizio febbraio 1950.

## Distribuzione
Il copyright del film, richiesto dalla RKO Radio Pictures, Inc., fu registrato il 8 febbraio 1952 con il numero LP1590.